# Gu Yong-Ju
Gu Yong-Ju, född den 17 juli 1955, död i mars 2001, var en nordkoreansk boxare som tog OS-guld i bantamviktsboxning 1976 i Montréal. I finalen besegrade Gu Charles Mooney från USA med 5-0.